# Ancona dell'Assunta
L'Ancona dell'Assunta  è una scultura lignea cinquecentesca ospitata come pala dell'altare maggiore del santuario dell'Assunta di Morbegno in provincia di Sondrio realizzata da Giovanni Angelo Del Maino, Gaudenzio Ferrari e Fermo Stella.

## Storia
L'ancora è posta come pala dell'altare maggiore che fu realizzato dal 1418 subendo molte modifiche nel tempo fino a essere ultimato nel 1516. L'opera fu eseguita su commissione della compagnia dei Battuti, che aveva il giuspatronato della chiesa fino dalla sua fondazione nel 1422, come risulterebbe dai pagamenti conservati nel «Liber credentiae». Vi è inoltre un atto notarile del 7 marzo 1524 dove viene indicato, per la doratura dell'ancora, il pagamento al Ferrari e allo Stella. Proprio questi pagamenti diventano la conferma della collaborazione tra i due artisti, che darebbero il caravaggino alunno e collaboratore anche nei lavori sul Sacro Monte di Varallo.
L'ancona fu realizzata dall'intagliatore Giovan Angelo Del Maino coadiuvato dal fratello Tiburzio nel triennio 1516-1519, ed è una narrazione evangelica e che si sviluppa su quattro ordini in arte tipicamente barocca dalla forma di tempietto decorato poi da Gaudenzio Ferrari e Fermo Stella, e conserva nella parte centrale l'antico affresco raffigurante la Madonna col Bambino proveniente dalla chiesa primitiva, risalente al 1440 circa. L'ultimo pagamento per la fornitura della parte in legno a De' Maio fu del 19 ottobre 1519 e successivamente il primo pagamento a Ferrari il 29 maggio 1520, questo porterebbe a considerare che il Ferrari aveva già consegnato un suo progetto precedente al 1519. La collaborazione con lo Stella è successiva, risulta che il Ferrari era presente alla sistemazione del manufatto nel 1525-1526. Questo fu un periodo di intensa collaborazione tra i due artisti e lo Stella apprese gli insegnamenti che porteranno poi al suo stile pittorico.
Confrontare i pagamenti tra i tre artisti: Del Maino, Ferrari e lo Stella consente d'individuare quanto lavoro avessero realizzato ciascuno, e da questi risulta che lo Stella avesse realizzato buona parte dell'opera. Serve inoltre considerare che i pagamenti comprendevano anche le spese dei materiali che restavano a carico dell'esecutore, che a volte gravavano molto rendendo il compenso netto irrisorio.

## Descrizione e stile
Il manufatto, di grandi dimensioni, poggia sull'altare e prosegue fino a raggiungere la volta del coro. La parte si stringe sul terzo livello prendendo l'aspetto di tempietto, con un senso prospettico dall'unica navata che si fronteggia presso l'ancona come nella tradizione delle pale d'altare del Foppa, diventando però tridimensionale. 
L'ancora presenta cinque scene del Nuovo Testamento.

Al primo livello inferiore vi è raffigurato il matrimonio della Vergine con san Giuseppe, fatto non raccontato nelle sacre scritture ma che vuole indicare l'ascendenza regale nel quale viene inserita Maria come recita il canto di saluto «Stirpis Davidicae regia proles»; è stata la tradizione devozionale a desiderare la raffigurazione della scena delle nozze di Giuseppe e Maria. la Discesa dello Spirito Santo, Disputa dei dottori nel Tempio.
Centrale la lunetta sopra l'affresco figura Dio Padre presentato a mezzobusto col capo inclinato a destra che manifesta un atteggiamento amoroso rispetto ai fedeli come indicato nella Bibbia Padri della fede, che pare porsi in atteggiamento rassicurante per chi a Lui si rivolge. L'intensità della sua raffigurazione racchiusa anche nel gesto della mano che pare indicare il suo essere protettore e consolatore nonché paraclito, qualità dello Spirito Santo che pur non essendo raffigurato è simbolicamente presente nelle sezioni laterali che raffigurano a sinistra l'angelo annunciante e a destra la Vergine annunciata titolare del santuario, con accanto le figure antropomorfiche delle Sibille.
Nella parte centrale è ospitato l'affresco della Madonna in trono col Bambino e a fianco le sculture inserite in due edicole dei santi Bernardo nell'atto di sconfiggere il male raffigurato ai suoi piedi e Lorenzo che regge la graticola simbolo del suo martirio, che erano titolari dell'antica chiesa, intorno a loro le fiamme simbolo di passione della fede e dell'amore che arde. Di misura minore vi sono le raffigurazioni di san Rocco, per alcuni ritenuto il re David, e di san Giovanni Battista, precursori del Salvatore. Segue la raffigurazione della parabola delle vergini che attendono con il lume acceso l'arrivo dello sposo. 
Il tiburio ottagonale dell'ancona ospita le dodici statuette degli apostoli che festeggiano l'Assunta che in anima e corpo li precede nella gloria del regno dei cieli, che è presente nella parte superiore, raffigurata in una statua con le mani congiunte e inserita in un coro di putti. L'opera è nel complesso molto curata, evidenziata dalla ricercatezza nei particolari che nelle parti decorate delle vesti, e nei decori architettonici.
Il manufatto è inserito in una cornice lignea del Settecento lavoro di Giovan Battista De Plaz.

### Madonna in trono col Bambino
La parte centrale conserva l'antico affresco rinascimentale trecentesco di ascendenza bramantesca e ristrutturato successivamente, sicuramente presente nel 1506 all'atto della consacrazione della chiesa, ma di autore ignoto. La Madonna si presenta protesa verso il figlio Gesù che tiene sul grembo con le ginocchia sollevate in una atteggiamento molto plastico diventando lei stessa trono del figlio, mentre la mano destra trattiene il libro delle scritture, quasi a riprendere l'espressione mariana: « «In gremio Matris sedet sapientia Patris»». Il trono gotico fa da sfondo all'affresco, mentre ai piedi della Madonna vi è un tappeto riccamente dipinto.
Per indicare che il verbo fatto carne è più importante della sapienza, il libro è raffigurato a un livello inferiore rispetto al Bambino, inoltre sottostà alla Vergine, la sua mano infatti è posata sul testo, questo a indicare che quanto era scritto dai profeti e dalle attese si è avverato: Il Verbo si è fatto carne.
L'immagine è particolarmente intensa, i due personaggi si presentano con un atteggiamento molto naturale, la Madonna con la mano sinistra tocca le gambe del Bambino che gioca con i suoi piedini facendo molto intima di questa scena, ma che vuole anche puntualizzare la corporalità del figlio di Dio, e Dio lui stesso ma diventato uomo, che si atteggia come ogni bambino d'uomo.